# 1511年
| 千纪： | 2千纪 |
| 世纪： | 15世纪 \| 16世纪 \| 17世纪                                                                                 |
| 年代： | 1480年代 \| 1490年代 \| 1500年代 \| 1510年代 \| 1520年代 \| 1530年代 \| 1540年代                           |
| 年份： | 1506年 \| 1507年 \| 1508年 \| 1509年 \| 1510年 \| 1511年 \| 1512年 \| 1513年 \| 1514年 \| 1515年 \| 1516年 |
| 纪年： | 辛未年（羊年）；明正德六年；越南洪順三年；日本永正八年                                                     |

## 大事记
- 教宗儒略二世為免義大利半島落入法蘭西王國之手，聯合各城市及西班牙拼湊成反對法國的神聖聯盟。
- 葡萄牙人阿方索·德·阿爾布克爾克滅掉了马六甲苏丹皇朝，占领马六甲，為了防止馬六甲蘇丹王朝的殘餘勢力反攻，在聖保羅山下建成法摩沙堡。
- 古巴成為西班牙殖民地。
- 京族由越南海防市塗山郡遷徙到中國東興市江平鎮

## 逝世
- 凱末爾·雷斯，鄂圖曼帝國的一位私掠者和海軍上將（英语：List of admirals in the Ottoman Empire）。